# Abdulmanap Nurmagomedov
Abdulmanap Magomedovich Nurmagomedov (en ruso: Абдулманап Магомедович Нурмагомедов; 10 de diciembre de 1962 – 3 de julio de 2020) fue un veterano militar ruso, exjudoka y entrenador de deportes de combate. En septiembre de 2019, fue nombrado por el Libro Ruso de Récords como el entrenador de sambo de combate más exitoso del país. Fue el entrenador en jefe de Eagles MMA y había entrenado a dos campeones de la UFC, Islam Makhachev y su hijo Khabib Nurmagomedov.

## Biografía
De etnia avar, Nurmagomedov nació en 1962 en el pueblo de Sildi, en el distrito de Tsumadinsky. En 1987 se graduó de la Universidad de Economía y Comercio de Poltava con un título en contabilidad y economía. Tuvo dos hijos, Magomed y Khabib, y una hija, Amina. Comenzó su carrera deportiva con la lucha libre, que, como muchos niños daguestaníes, había practicado desde una edad temprana. Mientras servía en el ejército soviético, comenzó a practicar judo y sambo.
Su primer gran éxito como entrenador llegó cuando su hermano, Nurmagomed Nurmagomedov, ganó en el Campeonato Mundial de Sambo para el equipo nacional de Ucrania en 1992. Entrenó a un total de 18 campeones mundiales a lo largo de su carrera como entrenador.
A finales de abril de 2020, durante la pandemia de COVID-19 en Rusia, Nurmagomedov fue hospitalizado en el hospital de la ciudad de Makhachkala con neumonía bilateral causada por COVID-19. Habiendo sido llevado a Moscú a principios de mayo en un jet privado, su condición empeoró rápidamente y murió allí el 3 de julio de 2020 por complicaciones del COVID. Tenía 57 años.  El 4 de julio, fue enterrado en su pueblo natal. Tras su muerte, su hijo Khabib anunció su retiro de las artes marciales mixtas después de su victoria sobre Justin Gaethje en UFC 254, una pelea que dedicó a la memoria de su padre.
Fue tío de los artistas marciales mixtos Abubakar Nurmagomedov, Umar Nurmagomedov y Usman Nurmagomedov.

## Estudiantes notables

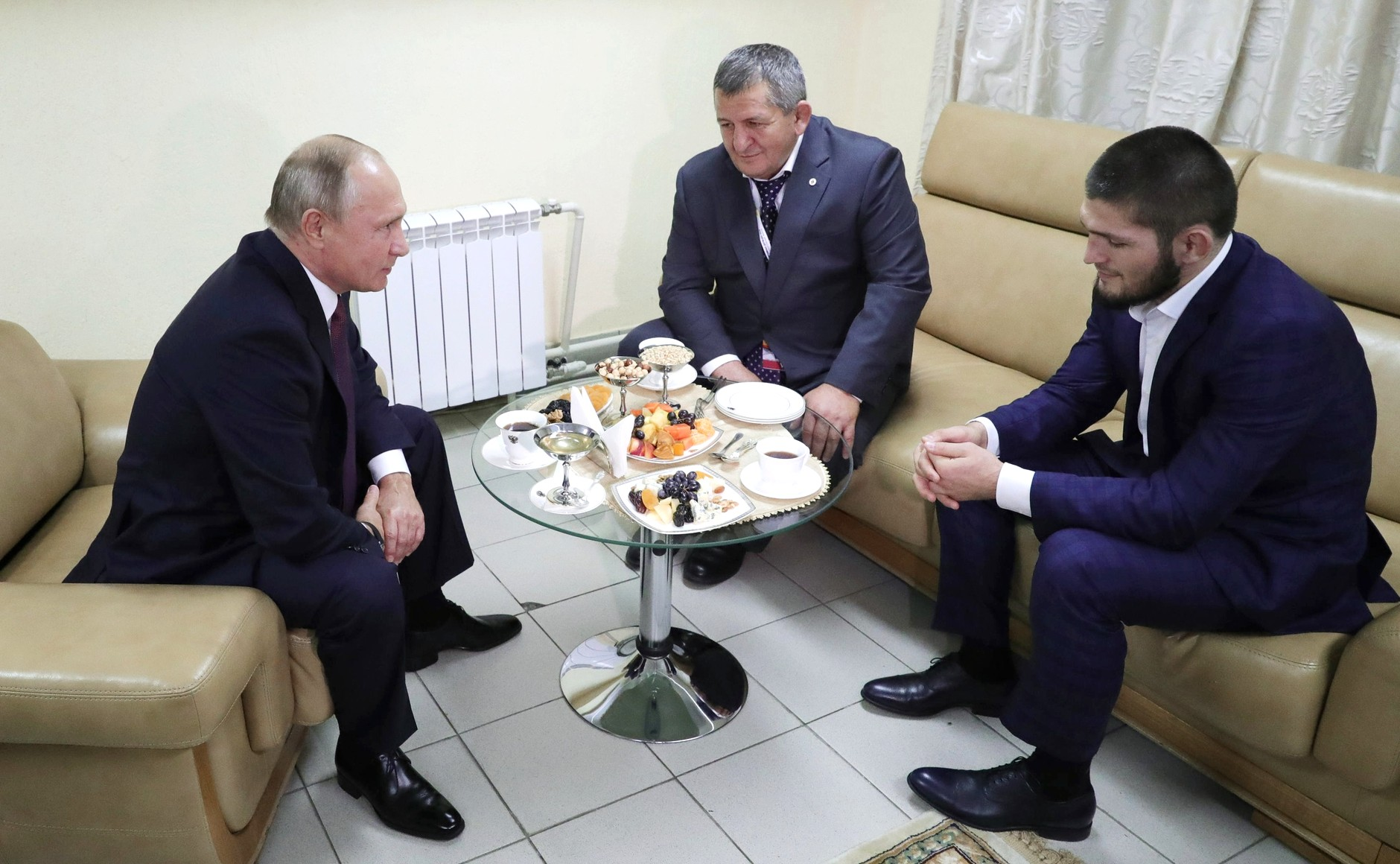
Nurmagomedov y su hijo Khabib se reúnen con el presidente ruso Vladímir Putin cuatro días después de la victoria de este último contra Conor McGregor

### Artes marciales mixtas
- Khabib Nurmagomedov – Ex campeón de peso ligero de la UFC. Dos veces campeón mundial de sambo de la WCSF. [9]
- Islam Makhachev – Campeón de peso ligero de la UFC. Campeón mundial de sambo de combate de la FIAS 2016.[9]
- Usman Nurmagomedov – Campeón de peso ligero de Bellator
- Sultan Aliev – Dos veces campeón mundial de sambo de combate de la FIAS. Compitió en UFC y Bellator de 2011 a 2019.
- Ikram Aliskerov – Peleador de peso mediano de la UFC. Campeón mundial de sambo de combate de la FIAS en 2016.
- Magomedrasul Khasbulaev –  Campeón de peso pluma de la ACA. Campeón mundial de sambo de la WCSF en 2010.
- Shamil Zavurov – Ex campeón mundial de peso welter M-1 Global. Tres veces campeón mundial de sambo de la WCSF.
- Rustam Khabilov – Peleador de peso welter de Bellator. Campeón mundial de sambo de la WCSF en 2007[10]
- Tagir Ulanbekov – Peleador de peso mosca de la UFC
- Abubakar Nurmagomedov – Peleador de peso wélter de la UFC
- Zubaira Tukhugov – Ex peleador de peso pluma de la UFC
- Umar Nurmagomedov – Peleador de peso gallo de la UFC. Campeón mundial de sambo de la WCSF en 2015.[11]
- Islam Mamedov – Peleador de  peso ligero de Bellator

### Lucha
- Abasgadzhi Magomedov – Campeón del mundo de lucha libre.
- Magomedkhabib Kadimagomedov – Medallista de plata olímpico en 2020.